# Джийдалик
Джийдалик (кирг. Жийдалик) — село в Кара-Сууском районе Ошской области Кыргызстана. Входит в состав Наримановского айылного аймака.

## География
Село расположено в северо-западной части области, к востоку от реки Ак-Буура, на расстоянии приблизительно 15 километров (по прямой) к юго-западу от города Кара-Суу, административного центра района. Абсолютная высота — 954 метра над уровнем моря.

## Население
Согласно оценочным данным Национального статистического комитета Кыргызской Республики, численность населения села на начало 2023 года составляла 5608 человек.
| год     | 2009 | 2014 | 2015 | 2020 | 2021 | 2023 |
| ------- | ---- | ---- | ---- | ---- | ---- | ---- |
| человек | 5041 | 4955 | 5043 | 5298 | 5422 | 5608 |